# The Fame Ball Tour

Lady Gaga tijdens het nummer Paparazzi.

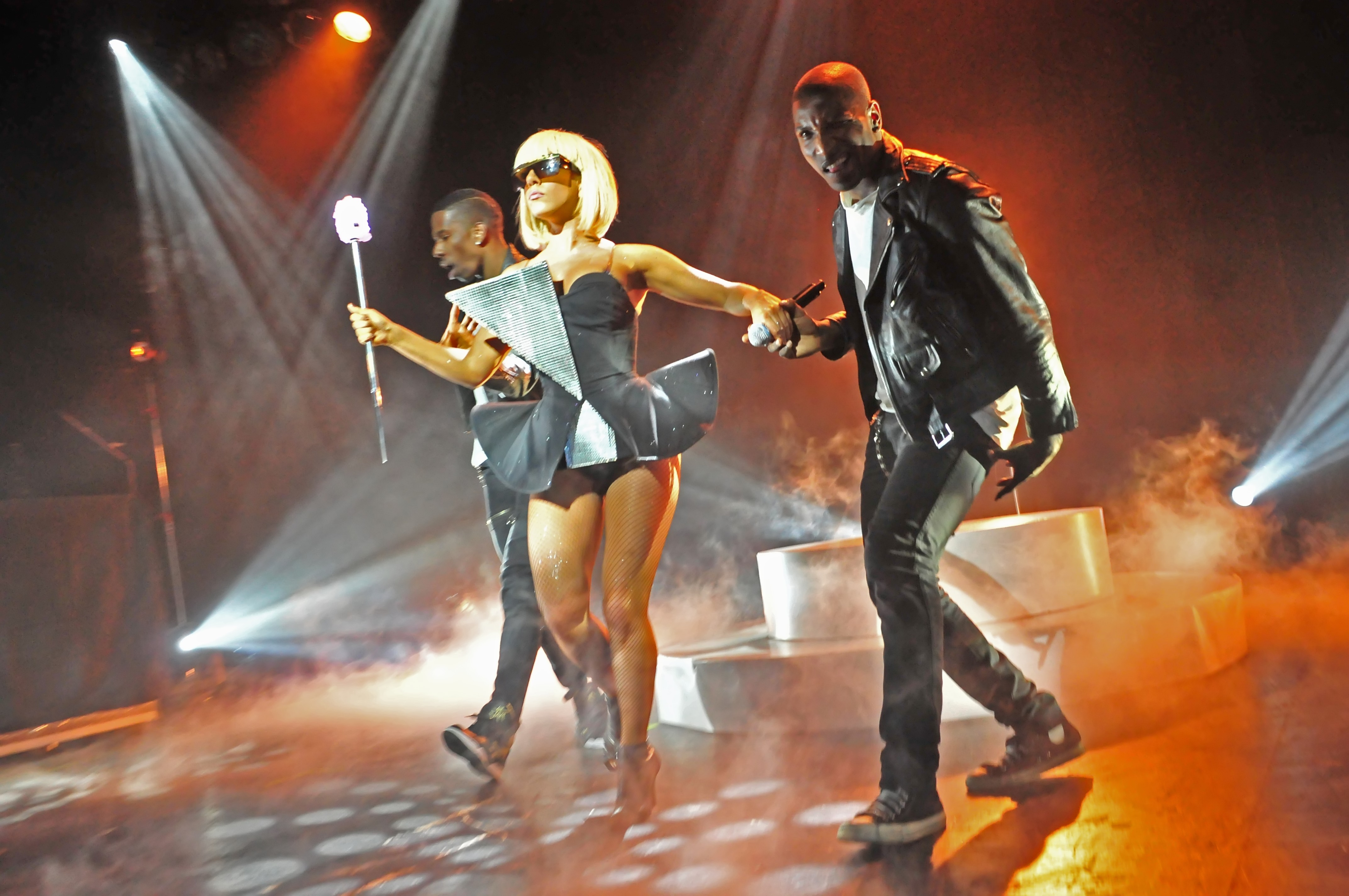
Lady Gaga tijdens een optreden in Vancouver.

The Fame Ball Tour was de 1e tournee van de Amerikaanse zangeres Lady Gaga ter promotie van haar album The Fame.
The Fame Ball Tour startte op 12 maart 2009, en eindigde op de 29 september van datzelfde jaar. In totaal zijn er van The Fame Ball 70 shows opgevoerd. De tournee begon in de Verenigde Staten, gevolgd door Oceanië, Europa en Azië. Na Azië kwamen twee shows op het V Festival in Londen om daarna terug te keren naar Noord-Amerika, om uitgestelde shows uit te voeren.

## Noord - Amerika setlist
1. The Heart (Video Introductie – bevat elementen van "LoveGame" en "Paper Gangsta")
2. "Paparazzi"
3. "LoveGame" (bevat de 1e regel van "Starstruck")
4. "Beautiful, Dirty, Rich"
5. The Brain (Video Interlude – bevat elementen van "The Fame")
6. "The Fame"
7. "Money Honey"
8. "Eh, Eh (Nothing Else I Can Say)"
9. Space Cowboy Interlude
10. "Poker Face" (Piano Version)
11. "Future Love"
12. The Face (Video Interlude – bevat elementen van "Just Dance")
13. "Just Dance"
14. "Boys Boys Boys"
15. "Poker Face"

## Vernieuwde Setlist
1. The Heart (Video Introductie – bevat elementen van "LoveGame" en "Paper Gangsta")
2. "Paparazzi"
3. "LoveGame" (bevat de 1e regel van "Starstruck")
4. "Beautiful, Dirty, Rich"
5. The Brain (Video Interlude – bevat elementen van "The Fame" en "LoveGame")
6. "The Fame"
7. "Money Honey"
8. "Boys Boys Boys"
9. The Face (Video Interlude – bevat elementen van "Just Dance")
10. "Just Dance"
11. "Eh, Eh (Nothing Else I Can Say)" (bevat elementen van "Starstruck")
12. Band Introduction (Instrumentale Interlude)
13. "Brown Eyes"
14. "Poker Face" (Piano versie)
15. "Poker Face"

## Shows
| Datum             | Stad                    | Land                | Zaal                           |
| ----------------- | ----------------------- | ------------------- | ------------------------------ |
| Noord-Amerika     |                         |                     |                                |
| 12 maart 2009     | San Diego (Californië)  | Verenigde Staten    | House of Blues                 |
| 13 maart 2009     | Los Angeles             | Verenigde Staten    | Wiltern Theatre                |
| 14 maart 2009     | San Francisco           | Verenigde Staten    | The Mezzanine                  |
| 16 maart 2009     | Seattle                 | Verenigde Staten    | Showbox at the Market          |
| 17 maart 2009     | Portland                | Verenigde Staten    | Wonder Ballroom                |
| 18 maart 2009     | Vancouver               | Canada              | Commodore Ballroom             |
| 21 maart 2009     | Englewood               | Verenigde Staten    | Gothic Theater                 |
| 23 maart 2009     | Minneapolis             | Verenigde Staten    | Fine Line Music Cafe           |
| 24 maart 2009     | Chicago                 | Verenigde Staten    | House of Blues                 |
| 25 maart 2009     | Royal Oak               | Verenigde Staten    | Royal Oak Music Theatre        |
| 26 maart 2009     | Kitchener               | Canada              | Elements Nightclub             |
| 27 maart 2009     | Ottawa                  | Canada              | Bronson Centre Theatre         |
| 28 maart 2009     | Montreal                | Canada              | Metropolis                     |
| 30 maart 2009     | Boston                  | Verenigde Staten    | House of Blues                 |
| 4 april 2009      | Palm Springs            | Verenigde Staten    | Oasis Hall                     |
| 6 april 2009      | Orlando                 | Verenigde Staten    | House of Blues                 |
| 7 april 2009      | Tampa                   | Verenigde Staten    | The Ritz Ybor                  |
| 8 april 2009      | Fort Lauderdale         | Verenigde Staten    | Revolution Live                |
| 9 april 2009      | Atlanta                 | Verenigde Staten    | Center Stage Theater           |
| 11 april 2009     | Palm Springs            | Verenigde Staten    | Oasis Hall                     |
| Europa            |                         |                     |                                |
| 24 april 2009     | Madrid                  | Spanje              | La Cubierta                    |
| 25 april 2009     | Moskou                  | Rusland             | Famous                         |
| 28 april 2009     | Stuttgart               | Duitsland           | Club Zapata                    |
| North America     |                         |                     |                                |
| 1 mei 2009        | Philadelphia            | Verenigde Staten    | Electric Factory               |
| 2 mei 2009        | New York                | Verenigde Staten    | Terminal 5                     |
| 3 mei 2009        | Agawam                  | Verenigde Staten    | Northern Star Arena            |
| 4 mei 2009        | Boston                  | Verenigde Staten    | House of Blues                 |
| 6 mei 2009        | Austin                  | Verenigde Staten    | Austin Music Hall              |
| 8 mei 2009        | Chula Vista             | Verenigde Staten    | Cricket Wireless Amphitheatre  |
| 9 mei 2009        | Irvine                  | Verenigde Staten    | Verizon Wireless Amphitheatre  |
| 10 mei 2009       | West Sacramento         | Verenigde Staten    | Raley Field                    |
| Oceanië           |                         |                     |                                |
| 16 mei 2009       | Auckland                | Nieuw-Zeeland       | Vector Arena                   |
| 19 mei 2009       | Brisbane                | Australië           | Brisbane Entertainment Centre  |
| 21 mei 2009       | Newcastle               | Australië           | Newcastle Entertainment Centre |
| 22 mei 2009       | Sydney                  | Australië           | Acer Arena                     |
| 23 mei 2009       | Sydney                  | Australië           | Acer Arena                     |
| 25 mei 2009       | Sydney                  | Australië           | Paddington Uniting Church      |
| 26 mei 2009       | Melbourne               | Australië           | Rod Laver Arena                |
| 27 mei 2009       | Melbourne               | Australië           | Rod Laver Arena                |
| 28 mei 2009       | Adelaide                | Australië           | Adelaide Entertainment Centre  |
| 30 mei 2009       | Perth                   | Australië           | Burswood Dome                  |
| Azië              |                         |                     |                                |
| 8 juni 2009       | Tokio                   | Japan               | Shibuya-AX                     |
| 14 juni 2009      | Clarke Quay             | Singapore           | The Dome on Merchant Loop      |
| 17 juni 2009      | Seoul                   | Zuid-Korea          | Club Answer                    |
| Noord-Amerika     |                         |                     |                                |
| 19 juni 2009      | Toronto                 | Canada              | Kool Haus                      |
| Europa            |                         |                     |                                |
| 26 juni 2009      | Pilton                  | Verenigd Koninkrijk | Glastonbury Festival           |
| 29 juni 2009      | Manchester              | Verenigd Koninkrijk | Manchester Academy             |
| 1 juli 2009       | Cork                    | Ierland             | The Marquee                    |
| 3 juli 2009       | Werchter                | België              | Rock Werchter                  |
| 4 juli 2009       | Londen                  | Verenigd Koninkrijk | G-A-Y                          |
| 8 juli 2009       | Floriana                | Malta               | Fuq il-Fosos                   |
| 9 juli 2009       | Parijs                  | Frankrijk           | L'Olympia                      |
| 11 juli 2009      | Perth and Kinross       | Schotland           | T in the Park                  |
| 12 juli 2009      | County Kildare          | Ierland             | Punchestown Racecourse         |
| 13 juli 2009      | Manchester              | Verenigd Koninkrijk | Carling Apollo Manchester      |
| 14 juli 2009      | Londen                  | Verenigd Koninkrijk | O2 Academy Brixton             |
| 16 juli 2009      | München                 | Duitsland           | Zenith                         |
| 17 juli 2009      | Keulen                  | Duitsland           | Palladium                      |
| 18 juli 2009      | Berlijn                 | Duitsland           | Columbiahalle                  |
| 20 juli 2009      | Amsterdam               | Nederland           | Melkweg                        |
| 21 juli 2009      | Zürich                  | Zwitserland         | Maag Event Hall                |
| 22 juli 2009      | Wenen                   | Oostenrijk          | Gasometer Halle                |
| 24 juli 2009      | Sant Antoni de Portmany | Spanje              | Eden                           |
| 25 juli 2009      | Amsterdam               | Nederland           | Paradiso                       |
| 26 juli 2009      | Hamburg                 | Germany             | Stadtpark Freilichtbühne       |
| 28 juli 2009      | Helsinki                | Finland             | Kulttuuritalo                  |
| 30 juli 2009      | Oslo                    | Noorwegen           | Sentrum Scene                  |
| 31 juli 2009      | Kopenhagen              | Denemarken          | K.B. Hallen                    |
| 1 augustus 2009   | Östersund               | Zweden              | Storsjöyran Festligterräng     |
| 2 augustus 2009   | Stockholm               | Zweden              | Stora Scen                     |
| Azië              |                         |                     |                                |
| 7 augustus 2009   | Osaka                   | Japan               | Maishima Sports Island         |
| 8 augustus 2009   | Chiba                   | Japan               | Makuhari Messe                 |
| 9 augustus 2009   | Seoul                   | Zuid-Korea          | Olympic Gymnastics Arena       |
| 11 augustus 2009  | Quezon City             | Filipijnen          | Araneta Coliseum               |
| 12 augustus 2009  | Singapore               | Singapore           | Fort Canning Park              |
| 15 augustus 2009  | Macau                   | China               | Venetian Arena                 |
| 19 augustus 2009  | Tel Aviv                | Israël              | Expo Tel Aviv                  |
| Europa            |                         |                     |                                |
| 22 augustus 2009  | Weston-under-Lizard     | Verenigd Koninkrijk | Weston Park                    |
| 23 augustus 2009  | Chelmsford              | Verenigd Koninkrijk | Hylands Park                   |
| North America     |                         |                     |                                |
| 28 september 2009 | Richmond                | Verenigde Staten    | Landmark Theater               |
| 29 september 2009 | Washington, D.C.        | Verenigde Staten    | DAR Constitution Hall          |